# Championnat du Nigeria de football 2004
Navigation
Saison précédente Saison suivante
La saison 2004 du Championnat du Nigeria de football est la quatorzième édition de la première division professionnelle à poule unique au Nigeria, la First Division League. Dix-huit clubs prennent part au championnat qui prend la forme d'une poule unique où toutes les équipes se rencontrent deux fois au cours de la saison. À la fin du championnat, pour permettre le passage du championnat à 20 équipes, les quatre derniers du classement disputent un barrage de promotion-relégation avec les équipes arrivées 3e de leur groupe de Division II, la deuxième division nigériane.
C'est le club du Dolphin FC qui remporte le championnat après avoir terminé en tête du classement final, avec deux points d'avance sur le triple tenant du titre, Enyimba FC. C'est le tout premier titre de champion du Nigeria de l'histoire du club, qui réussit même le doublé en battant Enugu Rangers en finale de la Coupe du Nigeria.
Les deux premiers du classement se qualifient pour la prochaine Ligue des champions tandis que le club classé 3e et le vainqueur de la Coupe du Nigeria obtiennent leur place pour la Coupe de la confédération.

## Les clubs participants
| - Julius Berger FC - Mighty Jets FC - Promu de Division II - Plateau United - Enyimba FC - El-Kanemi Warriors - Promu de Division II - Enugu Rangers - Gombe United FC - Bendel Insurance - Kano Pillars | - Wikki Tourists FC - Iwuanyanwu Nationale - Kwara United FC - Dolphin FC - Shooting Stars FC - Promu de Division II - NPA FC - Promu de Division II - Lobi Stars FC - Gabros International - Niger Tornadoes |

## Compétition
Le barème de points servant à établir le classement se décompose ainsi :
- Victoire : 3 points
- Match nul : 1 point
- Défaite : 0 point

### Classement
| Rang | Équipe                 | Pts | J  | G  | N  | P  | Bp | Bc | Diff |
| ---- | ---------------------- | --- | -- | -- | -- | -- | -- | -- | ---- |
| 1    | Dolphin FC (C)         | 62  | 34 | 19 | 5  | 10 | 44 | 30 | +14  |
| 2    | Enyimba FC (T)         | 60  | 34 | 18 | 6  | 10 | 44 | 24 | +20  |
| 3    | Bendel Insurance       | 56  | 34 | 17 | 5  | 12 | 45 | 29 | +16  |
| 4    | Kano Pillars           | 56  | 34 | 17 | 5  | 12 | 43 | 27 | +16  |
| 5    | Iwuanyanwu Nationale   | 56  | 34 | 17 | 5  | 12 | 31 | 23 | +8   |
| 6    | Enugu Rangers          | 56  | 34 | 14 | 10 | 10 | 28 | 21 | +7   |
| 7    | Lobi Stars FC          | 50  | 34 | 15 | 5  | 14 | 44 | 34 | +10  |
| 8    | Gombe United FC        | 48  | 34 | 15 | 3  | 16 | 30 | 40 | -10  |
| 9    | Gabros International   | 47  | 34 | 14 | 5  | 15 | 23 | 27 | -4   |
| 10   | Shooting Stars FC (P)  | 47  | 34 | 14 | 5  | 15 | 39 | 47 | -8   |
| 11   | NPA FC (P)             | 46  | 34 | 14 | 4  | 16 | 35 | 35 | 0    |
| 12   | Julius Berger FC       | 46  | 34 | 13 | 7  | 14 | 36 | 37 | -1   |
| 13   | Niger Tornadoes        | 46  | 34 | 14 | 4  | 16 | 27 | 32 | -5   |
| 14   | El-Kanemi Warriors (P) | 46  | 34 | 14 | 4  | 16 | 25 | 37 | -12  |
| 15   | Wikki Tourists FC      | 45  | 34 | 14 | 3  | 17 | 36 | 42 | -6   |
| 16   | Kwara United FC        | 42  | 34 | 12 | 6  | 16 | 37 | 43 | -6   |
| 17   | Plateau United         | 35  | 34 | 8  | 11 | 15 | 26 | 36 | -10  |
| 18   | Mighty Jets FC (P)     | 28  | 34 | 7  | 7  | 20 | 20 | 49 | -29  |

|  | Qualification pour la Ligue des champions de la CAF 2005                                 |
|  | Qualification pour la Coupe de la confédération 2005                                     |
|  | Relégation en Division Two                                                               |
|  | (T) : Tenant du titre (C) : Vainqueur de la Coupe du Nigeria (P) : Promu de Division Two |

### Matchs

#### Barrages de promotion-relégation
Groupe A :
| Rang | Équipe                         | Pts | J | G | N | P | Bp | Bc | Diff |
| ---- | ------------------------------ | --- | - | - | - | - | -- | -- | ---- |
| 1    | Wikki Tourists FC (D1)         |     |   |   |   |   |    |    |      |
| 2    | Mighty Jets FC (D1)            |     |   |   |   |   |    |    |      |
| 3    | Adamawa United FC (D2) forfait |     |   |   |   |   |    |    |      |

Groupe B :
| Rang | Équipe                | Pts | J | G | N | P | Bp | Bc | Diff |
| ---- | --------------------- | --- | - | - | - | - | -- | -- | ---- |
| 1    | Kwara United FC (D1)  |     |   |   |   |   |    |    |      |
| 2    | Plateau United (D1)   |     |   |   |   |   |    |    |      |
| 3    | Ebonyi Angels FC (D2) |     |   |   |   |   |    |    |      |

## Bilan de la saison
| Championnat du Nigeria de football 2004 |                        |
| Champion                                | Dolphin FC (1er titre) |
| Coupes et trophées                      |                        |
| Vainqueur de la Coupe du Nigeria 2004   | Dolphin FC             |
| Qualifications continentales            |                        |
| Ligue des champions de la CAF 2005      | Dolphin FC             |
| Ligue des champions de la CAF 2005      | Enyimba FC             |
| Coupe de la confédération 2005          | Bendel Insurance       |
| Coupe de la confédération 2005          | Enugu Rangers          |
| Promotions et relégations               |                        |
| Promus en First Division                | Gateway FC             |
| Promus en First Division                | Sharks FC              |
| Promus en First Division                | Nassarawa United FC    |
| Promus en First Division                | Zamfara United FC      |
| Relégués en Division II                 | Mighty Jets FC         |
| Relégués en Division II                 | Plateau United         |